# 3-Dehidro-L-gulonat-6-fosfatna dekarboksilaza
3-Dehidro--gulonat-6-fosfatna dekarboksilaza (EC 4.1.1.85, 3-keto-L-gulonat 6-fosfatna dekarboksilaza, UlaD, SgaH, SgbH, KGPDC, 3-dehidro--gulonat-6-fosfat karboksilijaza) je enzim sa sistematskim imenom 3-dehidro--gulonat-6-fosfat karboksilijaza (formira L-ksiluloza-5-fosfat). Ovaj enzim katalizuje sledeću hemijsku reakciju
3-dehidro--gulonat 6-fosfat + + {\displaystyle \rightleftharpoons } -ksiluloza 5-fosfat + 2
Za dejstvo ovog enzima je neophodan jon Mg2+.

## Literatura
- Nicholas C. Price; Lewis Stevens (1999). Fundamentals of Enzymology: The Cell and Molecular Biology of Catalytic Proteins (Third изд.). USA: Oxford University Press. ISBN 019850229X.
- Eric J. Toone (2006). Advances in Enzymology and Related Areas of Molecular Biology, Protein Evolution (Volume 75 изд.). Wiley-Interscience. ISBN 0471205036.
- Branden C; Tooze J. Introduction to Protein Structure. New York, NY: Garland Publishing. ISBN 0-8153-2305-0.
- Irwin H. Segel. Enzyme Kinetics: Behavior and Analysis of Rapid Equilibrium and Steady-State Enzyme Systems (Book 44 изд.). Wiley Classics Library. ISBN 0471303097.
- William P. Jencks (1987). Catalysis in Chemistry and Enzymology. Dover Publications. ISBN 0486654605.

## Spoljašnje veze
- 3-dehydro-L-gulonate-6-phosphate+decarboxylase на 